# Кристијан Лубутен
Кристијан Лубутен (фр. Christian Louboutin) је француски модни дизајнер. Његова обућа укључује сјајне, црвено лакиране ђонове који су постали његов заштитни знак. У почетку као слободни дизајнер за модне куће, покренуо је свој салон ципела у Паризу, а његове ципеле су нашле наклоност славних клијената. Удружио се са другим организацијама за пројекте укључујући ограничена издања, галеријске експонате и прилагођени бар. Његова компанија се од тада проширила на луксузну мушку обућу, ташне, мирисе и шминку.

## Рани живот
Лубутен је рођен и одрастао у 12. арондисману Париза. Био је једини син Роџера, који је био столар и Ирене која је била домаћица. Имао је три сестре. Лубутен је у интервјуу 2012. рекао да је био „много тамније пути од свих осталих у мојој породици. Знате, осећао сам се као да нисам Француз. Моја породица је била веома Францускиња и зато сам одлучио да су ме вероватно усвојили. Али уместо тога осећајући да је то страшно и да сам аутсајдер који је морао да оде и пронађе своју праву породицу, измислио сам своју историју, пуну ликова из Египта, јер сам био веома заљубљен у фараоне”. Открио је да има египатско наслеђе од свог биолошког оца, који је био у тајној вези са његовом мајком Иреном, како је открила једна од његових сестара 2014.
Лубутен је три пута избачен из школе, а онда је са 12 година одлучио да побегне од куће и у том тренутку му је мајка дозволила да се исели да живи код пријатеља. Суочио се са великим противљењем када је одлучио да напусти школу. Међутим, он тврди да му је помогло да се одлучи на ТВ интервју са Софијом Лорен у којем је она представила своју сестру. Изјавила је да је морала да напусти школу када је имала само 12 година, али да је диплому стекла са 50. Касније је приметио: „Сви су аплаудирали! А ја сам помислила, па, ако се кајем, бар ћу бити као сестра Софије Лорен!”.
Као младић био је један од чланова "Bande Du Palace", групе тинејџера који су ишли у клуб Le Palace, укључујући Еву Јонеско.

## Каријера
Његова страст за дизајнирањем ципела почела је у младости, засенивши његово интересовање за академике и одвела га ка успешној каријери у моди. Његов први посао био је у Folies Bergère-у, кабареу где је помагао забављачима у бекстејџу.
Његова мала формална обука укључивала је цртање и декоративну уметност. Лубутен каже да је његова фасцинација ципелама почела 1976. када је посетио Национални музеј уметности Африке и Океаније. Тамо је видео знак из Африке који забрањује женама које носе оштре штикле да улазе у зграду због страха да не оштете велики дрвени под. Ова слика му је остала у мислима, а касније је ову идеју користио у својим дизајнима. „Желео сам да пркосим томе“, рекао је Лубутен. „Желео сам да створим нешто што је прекршило правила и учинило да се жене осећају самопоуздано и оснажено”.